# الذيب

تعديل مصدري - تعديل

الذيب هي إحدى قرى عزلة القارة بمديرية رصد التابعة لمحافظة أبين، بلغ تعداد سكانها 115 نسمة حسب تعداد اليمن لعام 2004.